# Kunstsammlung Nordrhein-Westfalen

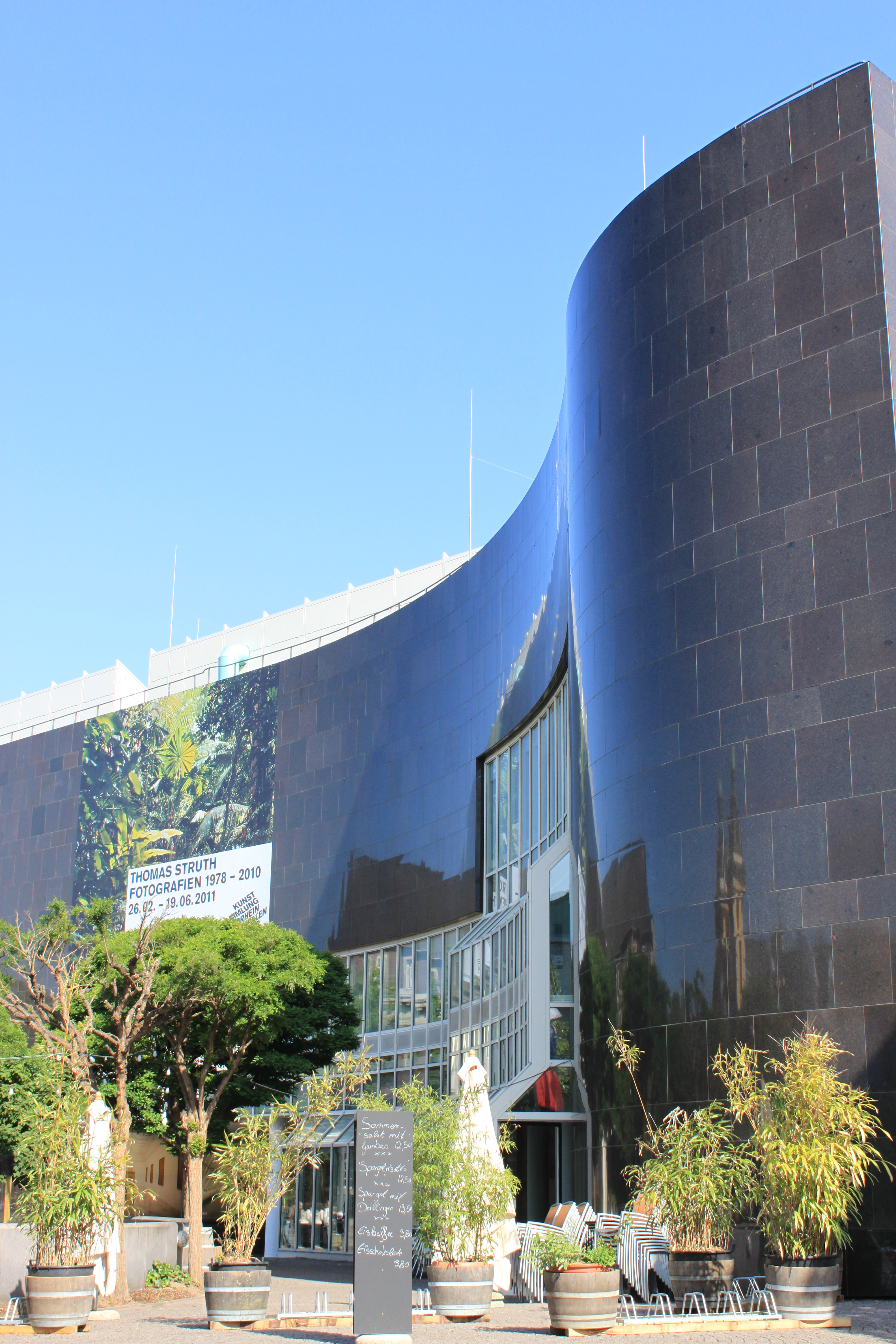
K20 am Grabbeplatz

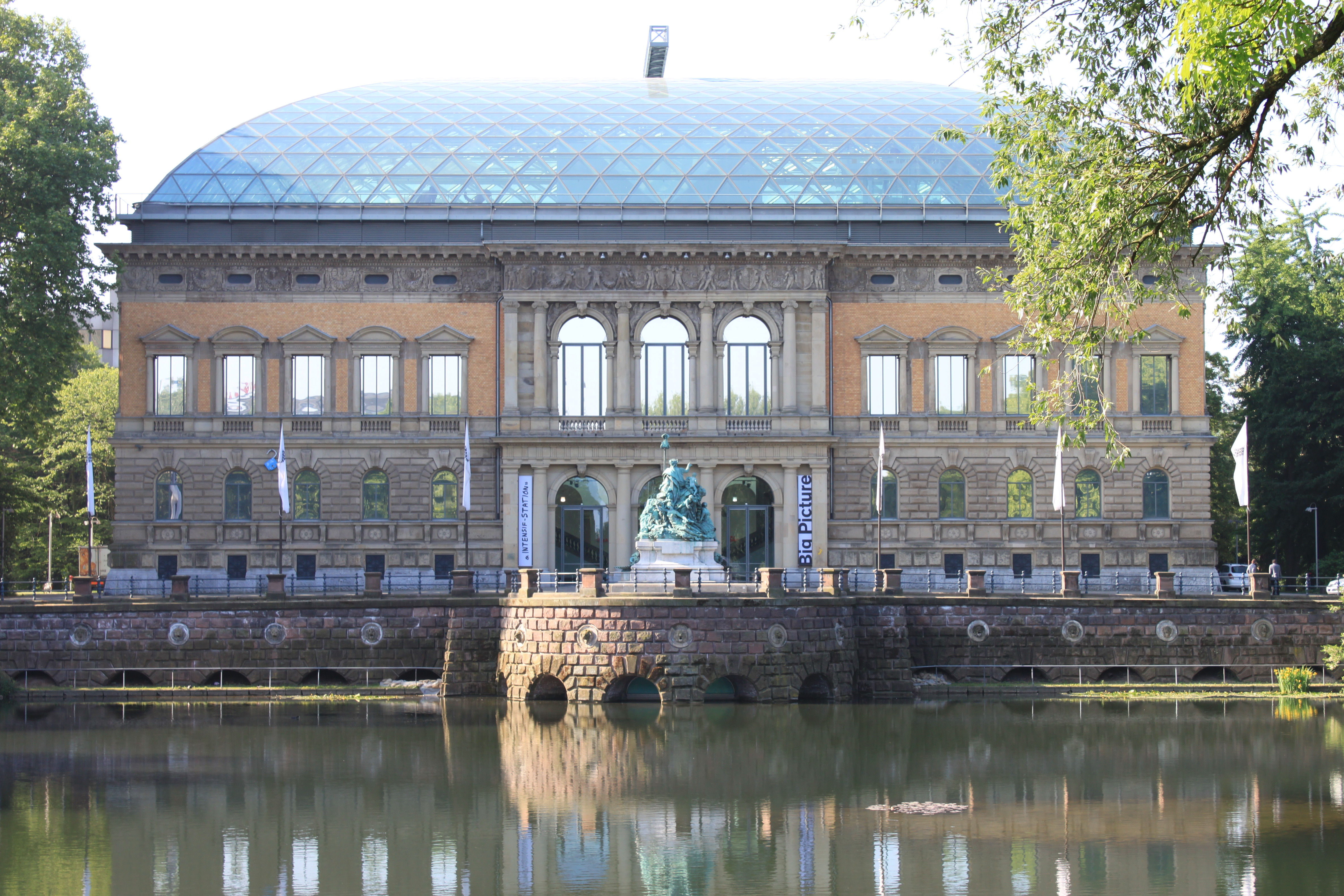
K21 im Ständehaus

Die Kunstsammlung Nordrhein-Westfalen ist die Kunstsammlung des Landes Nordrhein-Westfalen in der Landeshauptstadt Düsseldorf. Sie vereint zwei Ausstellungsorte: Das K20 am Grabbeplatz 5  ⊙ und das K21 im Ständehaus in der Ständehausstraße 1 ⊙. Die Kunstsammlung wurde 1961 von der Landesregierung als privatrechtliche Stiftung zum Zweck der öffentlichen Sammlung und Ausstellung des Kunstbesitzes gegründet. Seit dem Abtransport der Kollektion der Gemäldegalerie Düsseldorf im Jahre 1805 verfügte die Stadt nunmehr wieder über eine bedeutende staatliche Kunstsammlung. Hinter ihrer Gründung stand das identitätspolitische Bestreben der von Franz Meyers geführten Landesregierung, Nordrhein-Westfalen ein stärkeres kulturpolitisches Profil zu verleihen und auch dadurch das Staats- und Raumbewusstsein der Bewohner für das junge und heterogene Land zu heben.
In ihrer über 50-jährigen Geschichte hat die Kunstsammlung Nordrhein-Westfalen ein internationales Profil als Museum für die Kunst des 20. Jahrhunderts gewonnen. Längst reicht das Spektrum der landeseigenen Galerie, die aus einem Ankauf mit Werken Paul Klees hervorgegangen ist, bis in die unmittelbare Gegenwart. Das K20 am Grabbeplatz mit seiner charakteristischen schwarzen Granitfassade feierte 1986 Eröffnung. Im Jahr 2010 wurde ein Erweiterungsbau vollendet.
Mit bedeutenden Werken unter anderem von Pablo Picasso, Henri Matisse und Piet Mondrian sowie der umfassenden Sammlung von etwa 130 Zeichnungen und Gemälden Paul Klees eröffnet die Kunstsammlung in ihrer ständigen Sammlung einen Blick auf die Klassische Moderne. Arbeiten von Jackson Pollock, Frank Stella oder der Pop Art von Robert Rauschenberg, Jasper Johns oder Andy Warhol zählen zum Bestand der US-amerikanischen Nachkriegskunst; auch Werke von Joseph Beuys, Gerhard Richter, Tony Cragg, Sarah Morris, Katharina Fritsch, Sonia Delaunay, Louise Bourgeois, Etel Adnan, Helen Frankenthaler, Carmen Herrera, Paula Modersohn-Becker, Lygia Pape, Reinhard Mucha oder Imi Knoebel prägen die Sammlung.
Als weiterer Standort der Kunstsammlung ist im Frühjahr 2002 das K21 im Ständehaus am Kaiserteich, ehemals Sitz des nordrhein-westfälischen Landtages, eröffnet worden. Als ein Museum mit zwei Standorten verfügt die Kunstsammlung des Bundeslandes NRW über insgesamt mehr als 10.000 Quadratmeter Ausstellungsfläche. Mit Begleitprogrammen und Sonderprojekten erschließt die Abteilung Bildung den Kunstbesitz der Landessammlung für Besucher und Besucherinnen aller Altersstufen. Hierfür stehen mehrere Studios, eine Medienwerkstatt und das in die K20 Sammlung integrierte Open Studio zur Verfügung.

## Geschichte
Die Geschichte der Kunstsammlung Nordrhein-Westfalen begann 1960 mit dem Ankauf von 88 Werken Paul Klees aus dem Besitz des in Pittsburgh beheimateten Stahlindustriellen G. David Thompson (1899–1965). Der Ankauf, der durch den Basler Galeristen Ernst Beyeler vermittelt und durch den damaligen Ministerpräsidenten Franz Meyers getätigt wurde, bildet den Grundstock der Sammlung, die 1961 unter dem Namen Stiftung Kunstsammlung Nordrhein-Westfalen gegründet wurde. Von 1962 bis zu seiner Pensionierung 1990 war Werner Schmalenbach erster Direktor der neu gegründeten Sammlung. Er baute eine qualitätvolle Sammlung der Klassischen Moderne auf und schuf damit die einzige auf moderne Kunst spezialisierte Landessammlung in Deutschland, „erster krönender Höhepunkt“ und „ein Glücksfall in der Kulturgeschichte der Nachkriegszeit“.
Die Sammlung war zunächst im Schloss Jägerhof untergebracht. Die begrenzten Platzverhältnisse führten bald nach der Eröffnung zur Planung eines neuen Gebäudes am Standort des früheren Kunstgewerbemuseums Düsseldorf und der bereits in der Nachkriegszeit abgerissenen Alten Kunsthalle. So wurde 1975 ein Wettbewerb zum Bau ausgeschrieben, aus dem das dänische Architekturbüro Dissing+Weitling als Sieger hervorging. Der Bau, der architekturgeschichtlich in den Kontext eines Übergangs von der Nachkriegsmoderne zur Postmoderne gestellt werden kann, wurde am 14. März 1986 in Anwesenheit des Bundespräsidenten Richard von Weizsäcker eröffnet. Er gilt seitdem als eines der Wahrzeichen der Stadt. Das Gebäude mit geschwungener Fassade aus poliertem schwarzen Naturstein prägt den Grabbeplatz. Es liegt direkt gegenüber der Kunsthalle Düsseldorf, deren Gebäude auch als Sitz des Kunstvereins für die Rheinlande und Westfalen dient.
1990 wurde der bis dahin amtierende Direktor Werner Schmalenbach von Armin Zweite, zuvor Direktor der Städtischen Galerie im Münchner Lenbachhaus, als Direktor abgelöst. Während Schmalenbach die Ausstellung hauptsächlich um Meisterwerke der Malerei erweitert hatte, kamen ab 1990 unter seinem Nachfolger vorwiegend Skulpturen, Installationen und Fotografien von internationalem Rang hinzu. Von 1. September 2009 bis 31. Oktober 2016 hatte Marion Ackermann, die bisherige Direktorin des Kunstmuseums Stuttgart, die künstlerische Leitung der Kunstsammlung Nordrhein-Westfalen inne. Ihr Ziel war es, dynamischer mit der Sammlung umzugehen und Gegenwartskunst sowie Klassische Moderne stärker aufeinander zu beziehen. Von November 2009 bis August 2016 bildete sie zusammen mit dem kaufmännischen Direktor, Hagen Lippe-Weißenfeld, zudem den Stiftungsvorstand. Lippe-Weißenfeld schied zum 31. August 2016 aus der Kunstsammlung Nordrhein-Westfalen aus. Ackermann nahm zum 1. November 2016 als Generaldirektorin der Staatlichen Kunstsammlungen Dresden ihr Amt auf. In Düsseldorf folgt ihr Susanne Gaensheimer nach, die zum 1. September 2017 Direktorin der Kunstsammlung Nordrhein-Westfalen wurde.
Am 12. November 2009 eröffnete die Kunstsammlung als weiteren Standort die ehemaligen Ausstellungsräume der Galerie Schmela in der Düsseldorfer Altstadt, Mutter-Ey-Straße 3, in der Ausstellungen, Diskussionen und andere Aktivitäten veranstaltet werden. Nach mehr als zweijähriger Schließung wegen umfangreicher Renovierung und der Erweiterung des Hauses durch einen Neubau nahm das K20 am Grabbeplatz im Juli 2010 den Ausstellungsbetrieb wieder auf. Eine adäquate Fläche steht nun für die Sammlung und Wechselausstellungen zur Verfügung. Als erste schufen der Belgier Kris Martin und der Deutsche Michael Sailstorfer für die beiden insgesamt fast 2.000 Quadratmeter großen Säle des Neubaus, die „Klee-Halle“ und die „Konrad- und Gabriele-Henkel-Galerie“, begehbare Rauminstallationen.
In den ersten zwei Wochen nach der Wiedereröffnung kamen fast 60.000 Gäste bei freiem Eintritt in die Kunstsammlung. Der 100.000. Besucher wurde am 21. Oktober 2010 begrüßt. Zum Konzept einer stärkeren Außenwirkung der Kunstsammlung, die den Kunstbesitz des Bundeslandes nun umfassender als je zuvor zeigen kann, gehört auch das von der amerikanischen Künstlerin Sarah Morris aus bunten Farbflächen gefügte Wandmosaik Hornet. Mit seinen 27 Metern Länge ist es zu einer Attraktion auf dem neu geschaffenen Paul-Klee-Platz an der Rückfront des K20 geworden.
Neben ständigen Sammlungspräsentationen finden auch international beachtete Wechselausstellungen in den Häusern der Kunstsammlung Nordrhein-Westfalen statt. Vom 11. September 2010 bis 16. Januar 2011 fand im K20 und im Schmela-Haus eine umfangreiche Joseph-Beuys-Ausstellung mit dem Titel „Parallelprozesse“ statt, bei der die großen Installationen aus allen Schaffensperioden des Künstlers im Mittelpunkt standen. Die Ausstellung fand als erste Sonderschau nach der Wiedereröffnung der Kunstsammlung am Grabbeplatz im Programm der Düsseldorfer Quadriennale statt und wurde von 103.000 Besuchern gesehen.

## Leitung
- Werner Schmalenbach, 1962–1990
- Armin Zweite, 1990–2007
- Marion Ackermann, 2009–2016
- Susanne Gaensheimer, seit 1. September 2017

## Architektur

### K20 am Grabbeplatz

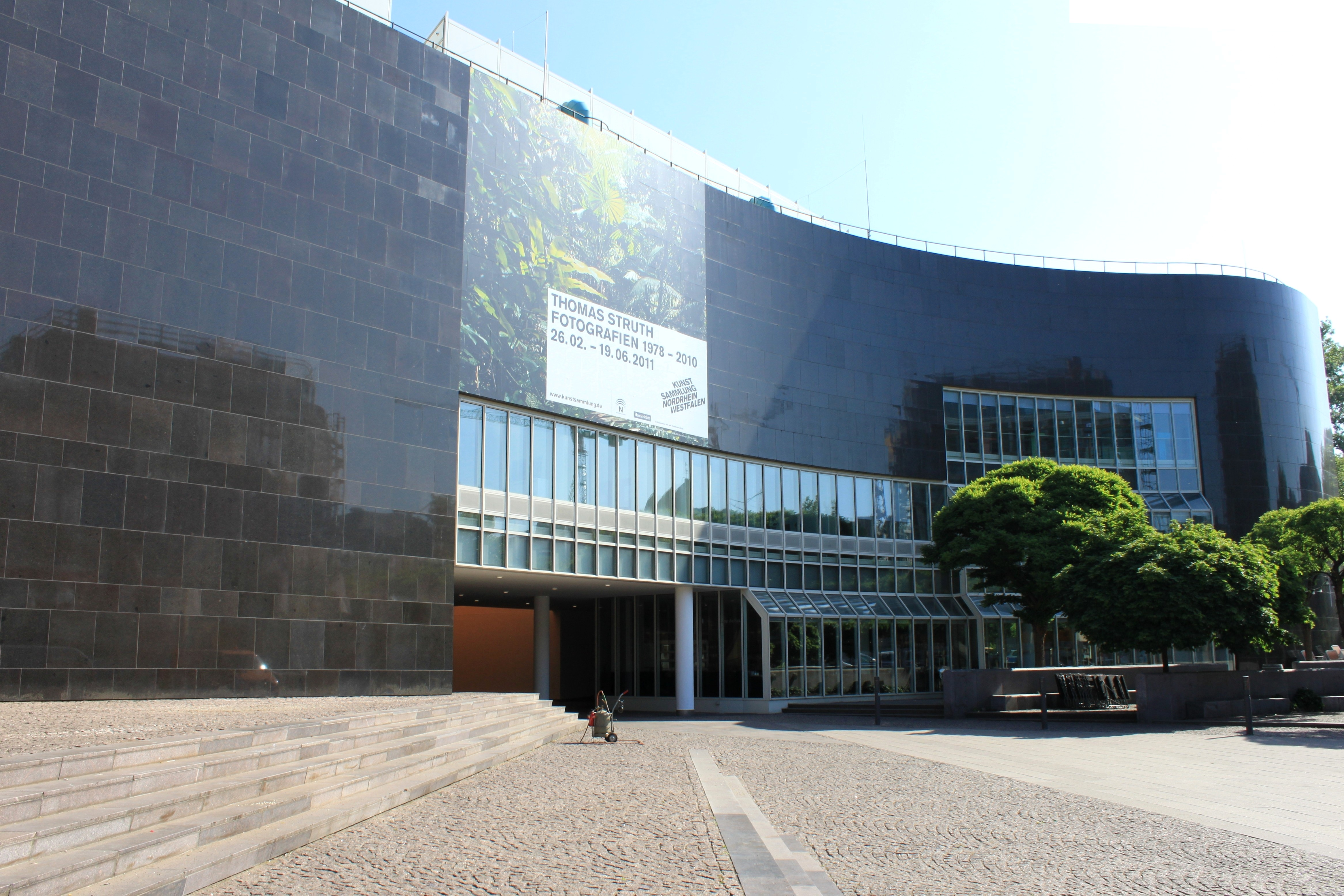
K20, Granitfassade am Grabbeplatz

Der Bau der Kunstsammlung K20 am Grabbeplatz 5 mit einer charakteristischen Fassade aus schwarzem Bornholmer Granit wurde 1986 eröffnet. Das Kopenhagener Architekturbüro Dissing+Weitling realisierte in der Tradition des Architekten Arne Jacobsen einen Bau mit zeittypischen Details, der die Qualität der Kunstwerke in den Vordergrund stellt.
Vom Eingangsfoyer öffnet sich ebenerdig die Grabbe-Halle, der höchste Ausstellungsraum des Hauses mit einer Deckenhöhe von 14 Metern. Der 600 m2 große, stützenfreie Saal wird für Wechselausstellungen genutzt. Drei hintereinander angeordnete einläufige Treppen erschließen vom Foyer aus die beiden Obergeschosse. Der große Saal im ersten Obergeschoss verfügt ebenso wie die Sammlungsräume im zweiten Obergeschoss über Oberlicht.
Im Jahr 2008 wurde der Grundstein für den Erweiterungsbau gelegt, der im Juli 2010 eröffnet wurde. Der Bau, der vom selben Architekturbüro realisiert wurde, knüpft in der architektonischen Formsprache an den Altbau an. Während der zweijährigen Schließungsphase des Museums wurde auch der Bestandsbau grundsaniert und an den aktuellen technischen Standard angepasst. Zusätzliche 2.000 m2 stehen in zwei stützenfreien Ausstellungshallen im Erweiterungsbau zur Verfügung. Die „Klee-Halle“ liegt auf der rechten Seite des Foyers des Altbaus und wird hauptsächlich für Wechselausstellungen genutzt. Die lichte Höhe des Raumes beträgt 6,40 m, der Saal wird mit über 500 Strahlern künstlich beleuchtet. Eine schmale Treppe im hinteren Bereich verbindet das Erdgeschoss mit der neuen oberen Halle. Die gesamte Ausstellungsfläche der Kunstsammlung am Grabbeplatz beträgt nun mehr als 5.000 m2.
Der Paul-Klee-Platz hinter dem Eingang zur Kunstsammlung K20 wurde nach der Neueröffnung des Museums 2012 umgestaltet. Weiße Bänke umgeben ein Miniwäldchen aus weißen Himalaya-Birken und Bodenmarkierungen zeigen den Verlauf der ehemaligen Stadtmauer an, auf deren Reste man hier gestoßen war. Ein Originalfragment der Stadtmauer von 1384 ist in einer Vitrine ausgestellt, eine Infotafel im Pflaster gibt die entsprechenden Erklärungen.

### K21 im Ständehaus
Das Museum im Ständehaus am Kaiserteich, Ständehausstraße 1, wurde als zweites Standbein der Kunstsammlung für moderne Kunst am 18. April 2002 unter dem Namen K21 vom damaligen Bundespräsidenten Johannes Rau eröffnet. Das Düsseldorfer Ständehaus wurde 1876–1880 von dem Architekten Julius Raschdorff im Stil der historistischen Neorenaissance erbaut. Das Ständehaus, gegründet 1880, beherbergte viele Jahre den Provinziallandtag der preußischen Rheinprovinz. Der Landtag des Landes Nordrhein-Westfalen tagte dort von 1949 bis 1988. Nach dem Umzug des Landesparlamentes stand das Ständehaus 14 Jahre lang ungenutzt leer.
Vier Gebäudeflügel mit umlaufenden Arkadengängen umgeben den zentralen öffentlichen Platz des Hauses, eine weitläufige Piazza. Die dreijährigen Umbauarbeiten des Repräsentationsbaus im historistischen Stil wurden von den Architekten Kiessler + Partner aus München geplant. Sie schufen einen modernen Museumsbau mit einem gläsernen Kuppeldach in Form eines Muldengewölbes aus 1919 Scheiben, das die Ästhetik des Gebäudes bestimmt. Während die Außenfassade erhalten blieb, wurden im Inneren nahezu alle Einbauten entfernt. Das historische Treppenhaus blieb erhalten und führt zu den Galerien der drei oberen Stockwerke. Die flexible Ausstellungshalle im Untergeschoss und die oberen Räume fassen über 5.300 m2 Ausstellungsfläche.

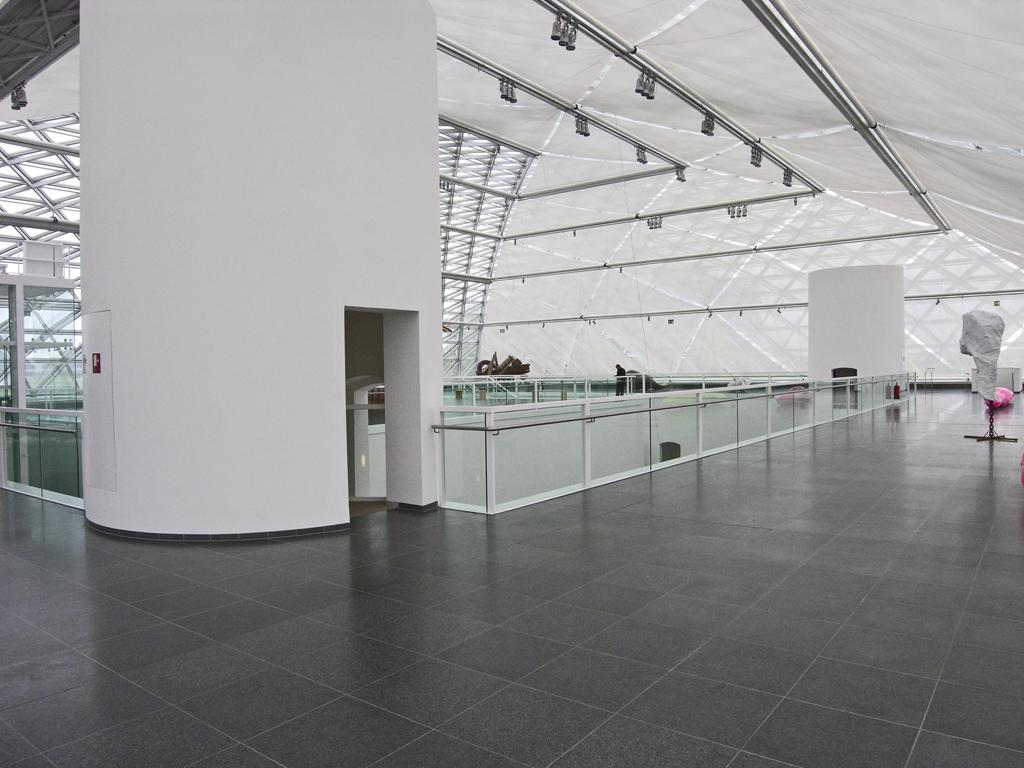
K21, Dachgeschoss
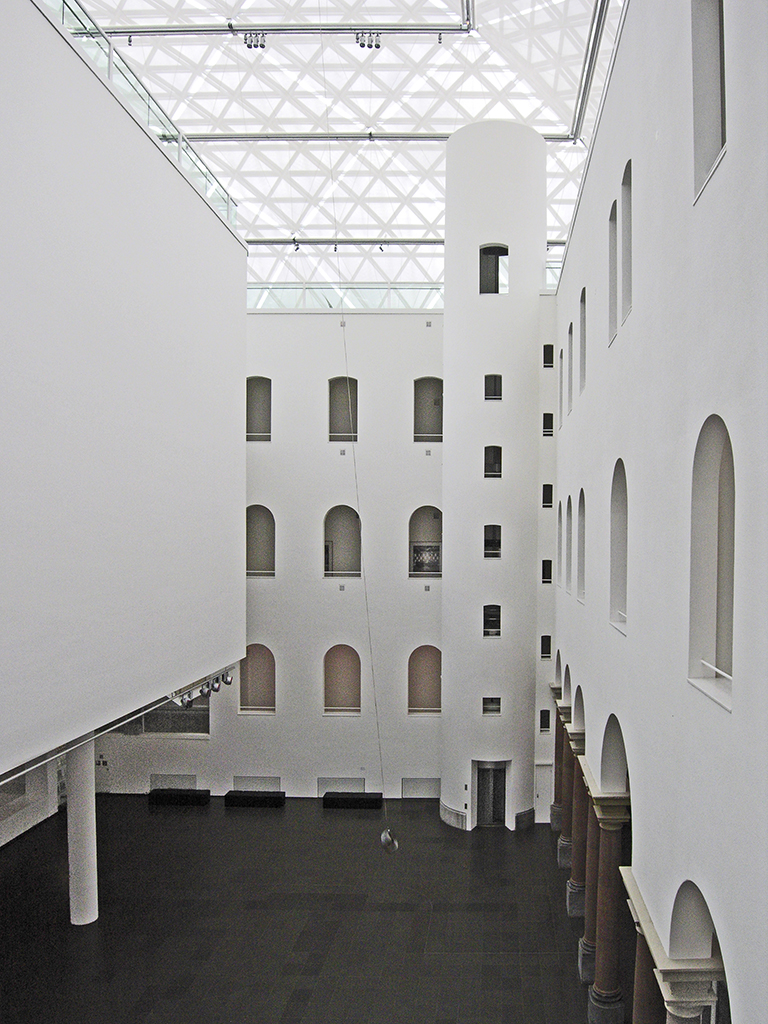
K21, Foyer innen
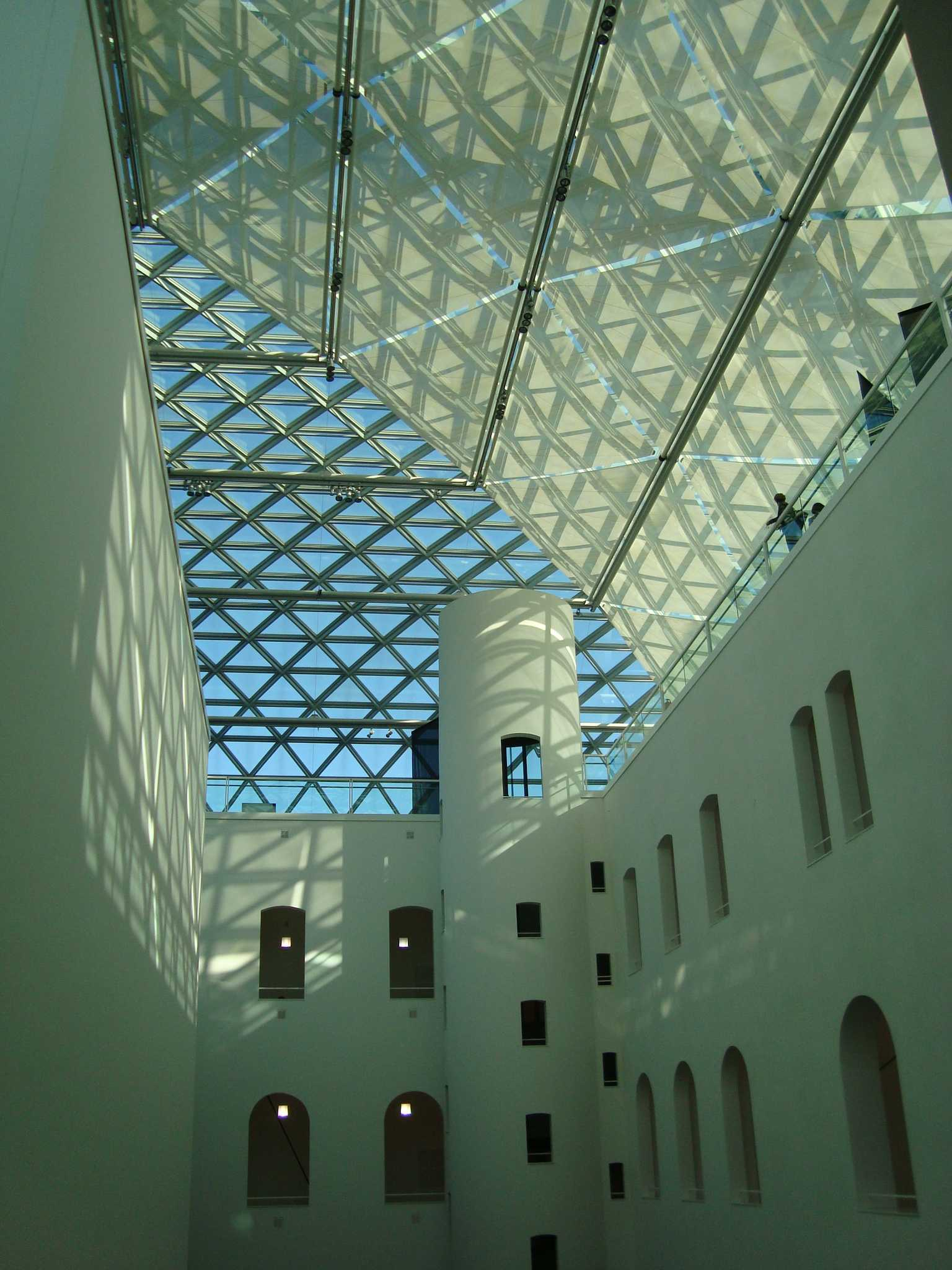
K21, Innenansicht
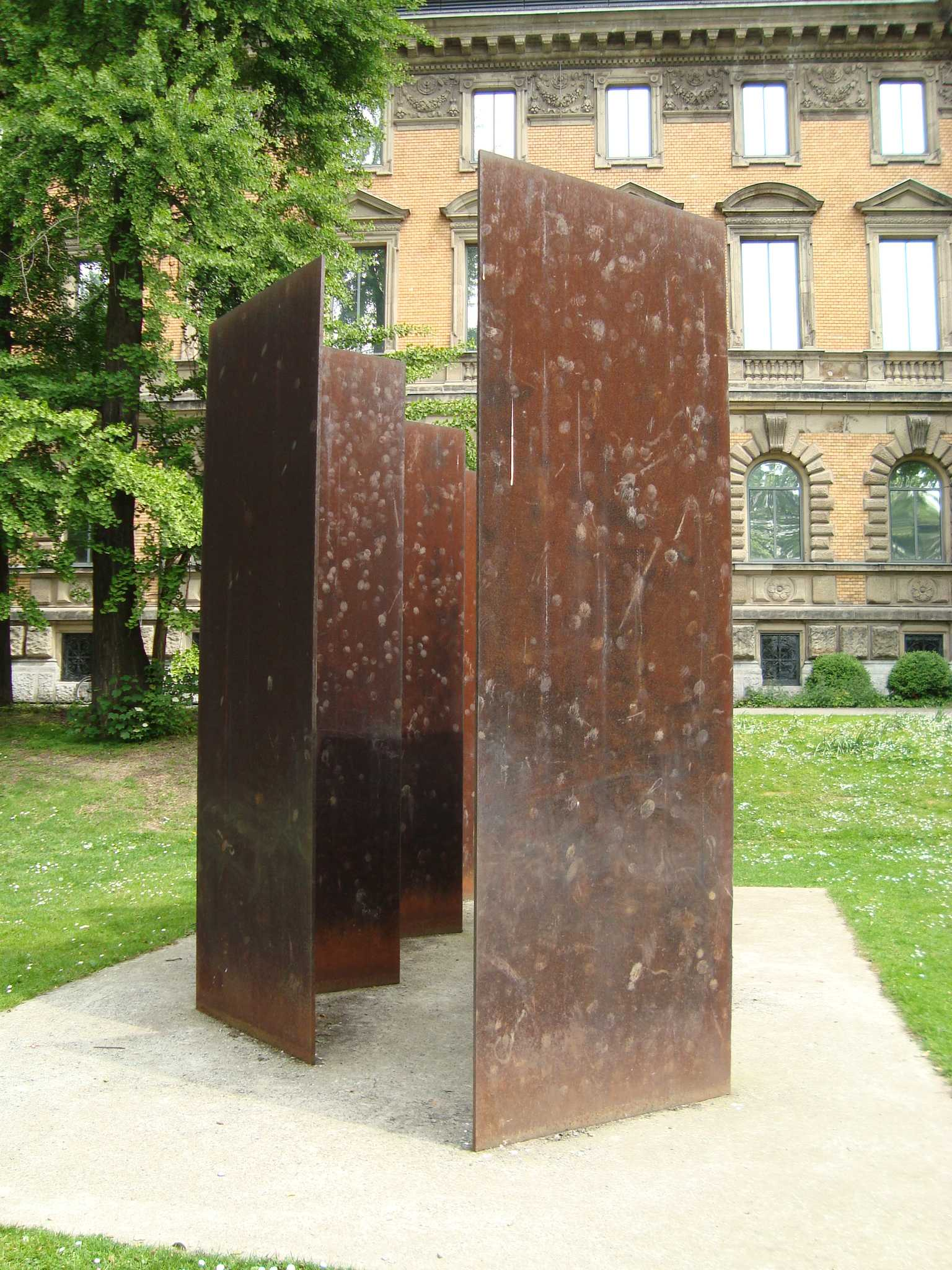
Barnett Newman: Zim Zum II

Das K21 ist das Haus für internationale Gegenwartskunst der Kunstsammlung Nordrhein-Westfalen und widmet sich aktuellen Entwicklungen in der internationalen Gegenwartskunst. Es zeigt Malerei, Zeichnungen, immersive Installationen, Videoarbeiten und multidisziplinäre Ansätze von renommierten zeitgenössischen Künstlern und Künstlerinnen, unter anderem von Ed Atkins, Lutz Bacher, Cao Fei, Isaac Julien, Zanele Muholi, Hito Steyerl, Raqs Media Collective oder Ai Weiwei.

## Sammlung

Paul Klee: Hat Kopf, Hand, Fuss und Herz, 1930

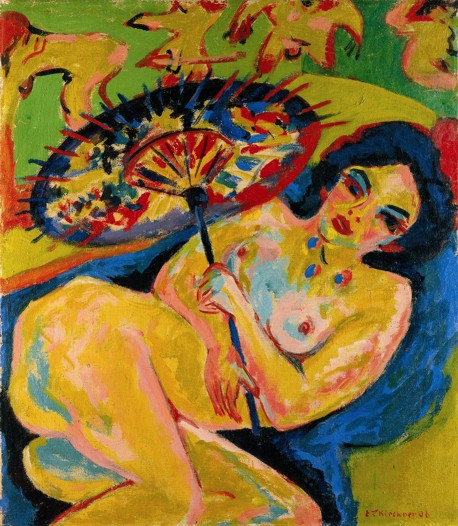
Ernst Ludwig Kirchner: Mädchen unter Japanschirm, 1909

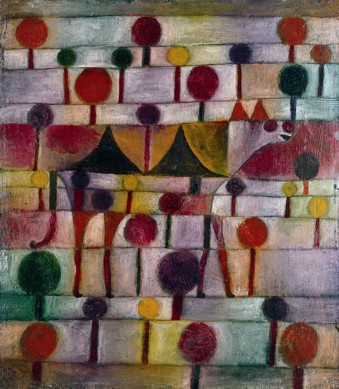
Paul Klee: Kamel in rhythmischer Baumlandschaft, 1920

Die Sammlung umfasst eine Auswahl an Werken des 20. und 21. Jahrhunderts, darunter Werke des deutschen Expressionismus, Gemälde von Pablo Picasso, Wassily Kandinsky, Jackson Pollock oder Piet Mondrian und Installationen von Joseph Beuys und Nam June Paik. Neben diesen Arbeiten stehen Arbeiten aus der Klassischen Moderne, der amerikanischen Kunst nach 1945, Rauminstallationen, Fotografien sowie Film- und Videoarbeiten von zeitgenössischen Künstlern. Kritiker bezeichnen die als herausragend bezeichnete Sammlung als „heimliche Nationalgalerie“.

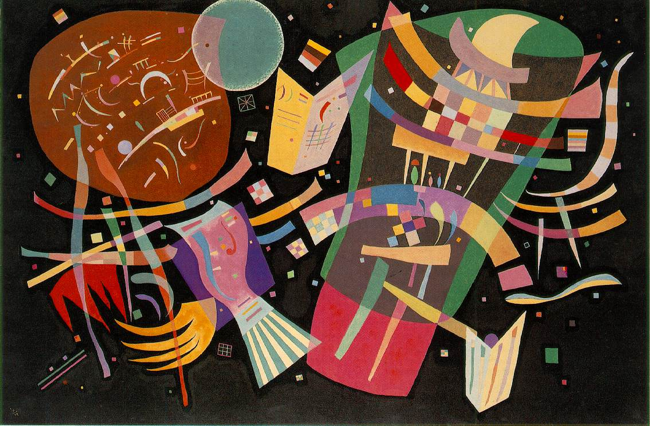
Wassilly Kandinsky: Komposition X, 1939
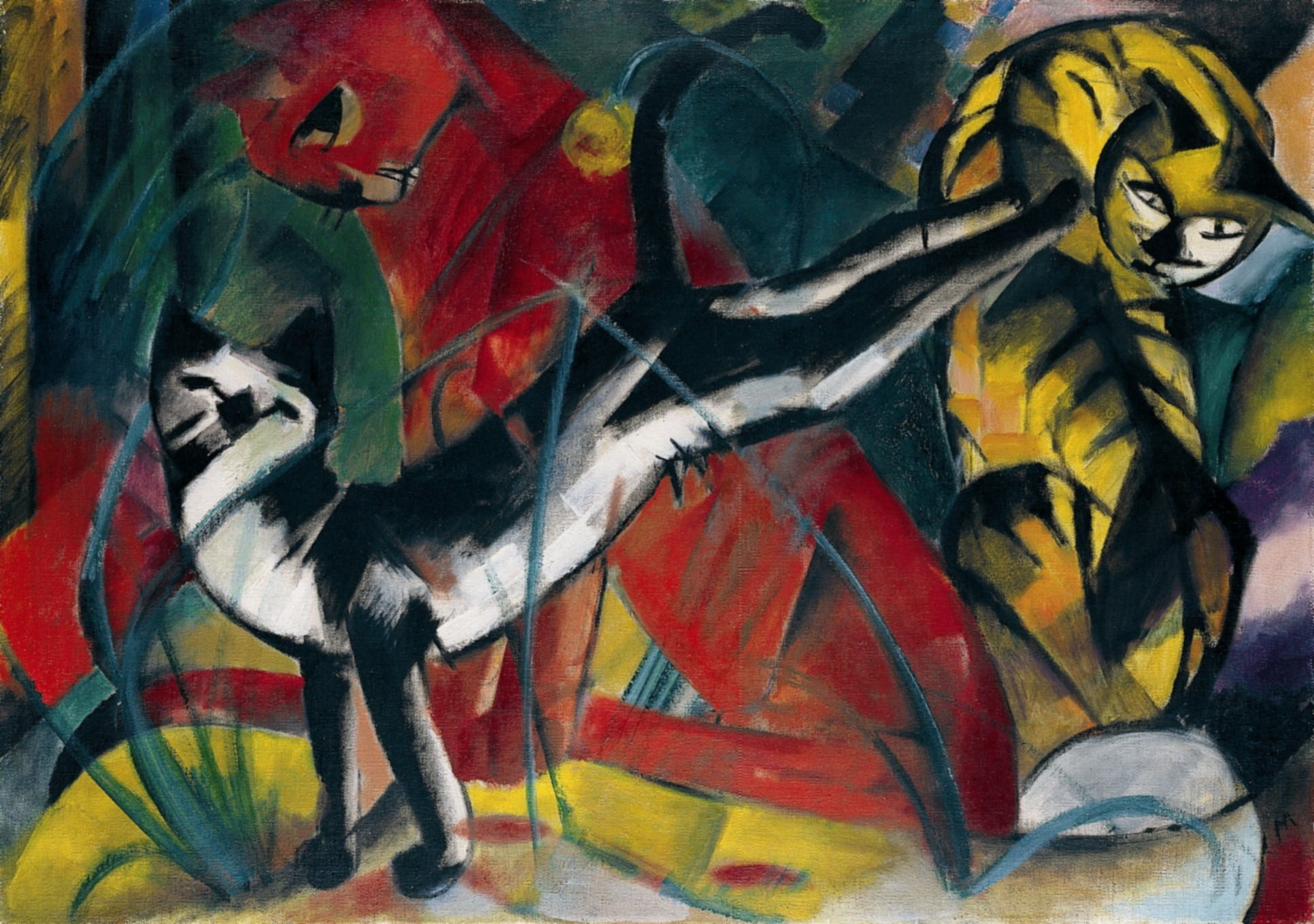
Franz Marc: Drei Katzen, um 1913
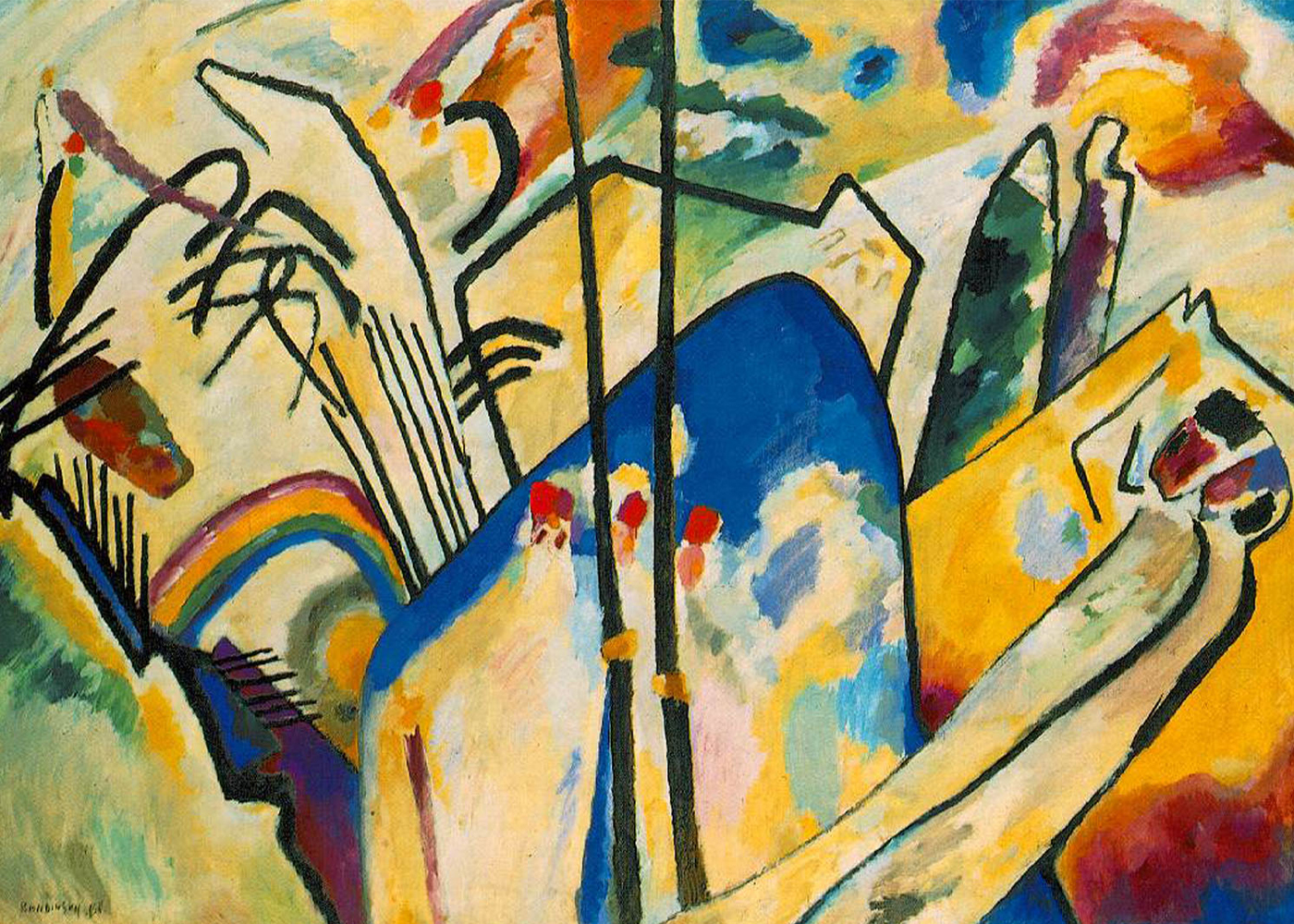
Wassilly Kandinsky: Composition IV, 1911

Der Schwerpunkt der Sammlung liegt bei der Klassischen Moderne. Die Werke der Kunst vor 1945 reichen von Fauvismus, Expressionismus, Pittura Metafisica und Kubismus über Werke der Künstlergruppe „Der Blaue Reiter“ bis zum Dadaismus und Surrealismus. Die Kollektion der Arbeiten Paul Klees beinhaltet heute knapp 120 Werke. Die zunächst 88 Gemälde, Zeichnungen und farbigen Arbeiten auf Papier, die den Grundstock der Kunstsammlung Nordrhein-Westfalen bildeten, wurden 1960 vom Land für 6,5 Millionen DM erworben. Diese Summe erschien damals zwar hoch, muss heute jedoch als gering betrachtet werden. Die Werke gehörten ursprünglich einem Privatsammler aus Pittsburgh (USA).
Zu den Werkgruppen einzelner Künstler zählen zwölf Arbeiten von Pablo Picasso, die fast alle wichtigen Schaffensphasen des Künstlers umfassen. Zu den thematischen Schwerpunkten des Kubismus in der Kunstsammlung gehören Werke unter anderem von Pablo Picasso, Fernand Léger, Juan Gris und Georges Braque.

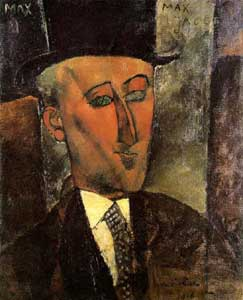
Amedeo Modigliani: Porträt Max Jacob, 1916
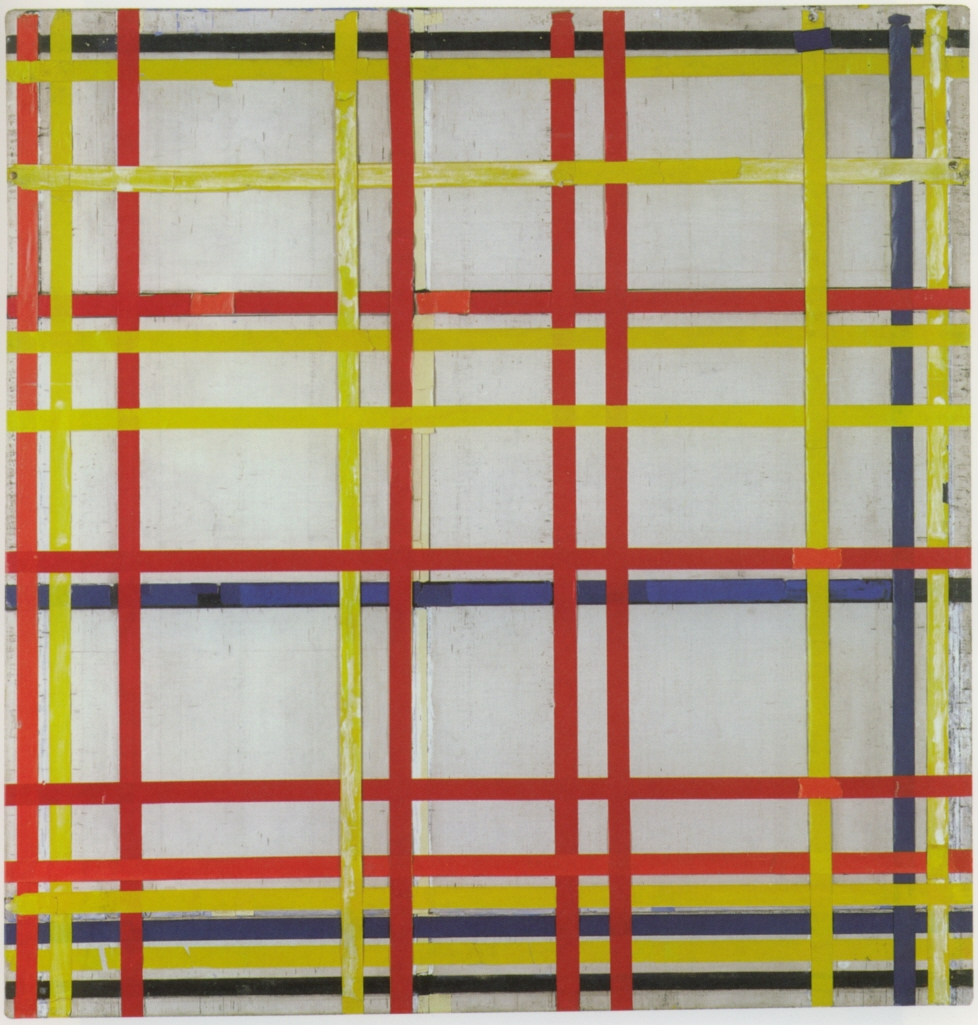
Piet Mondrian: New York City I, 1941
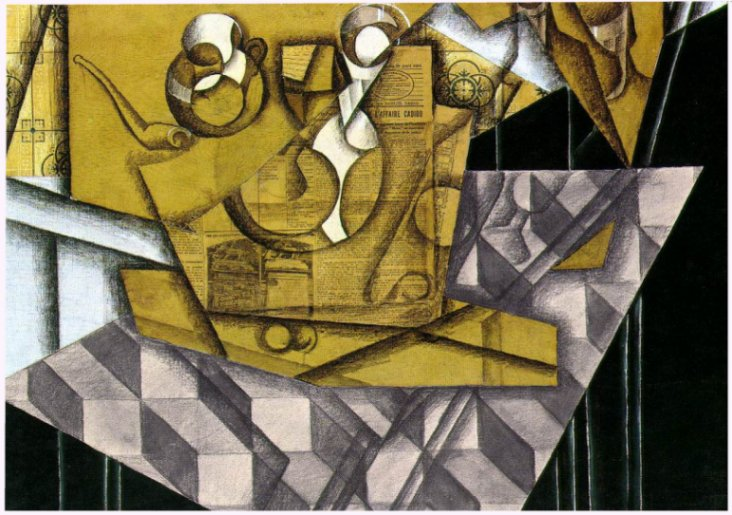
Juan Gris: Teetassen, 1914
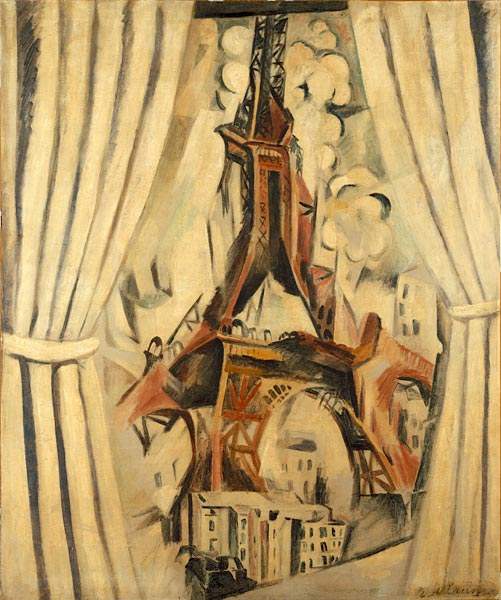
Robert Delaunay: Durchblick auf den Eiffelturm, 1910
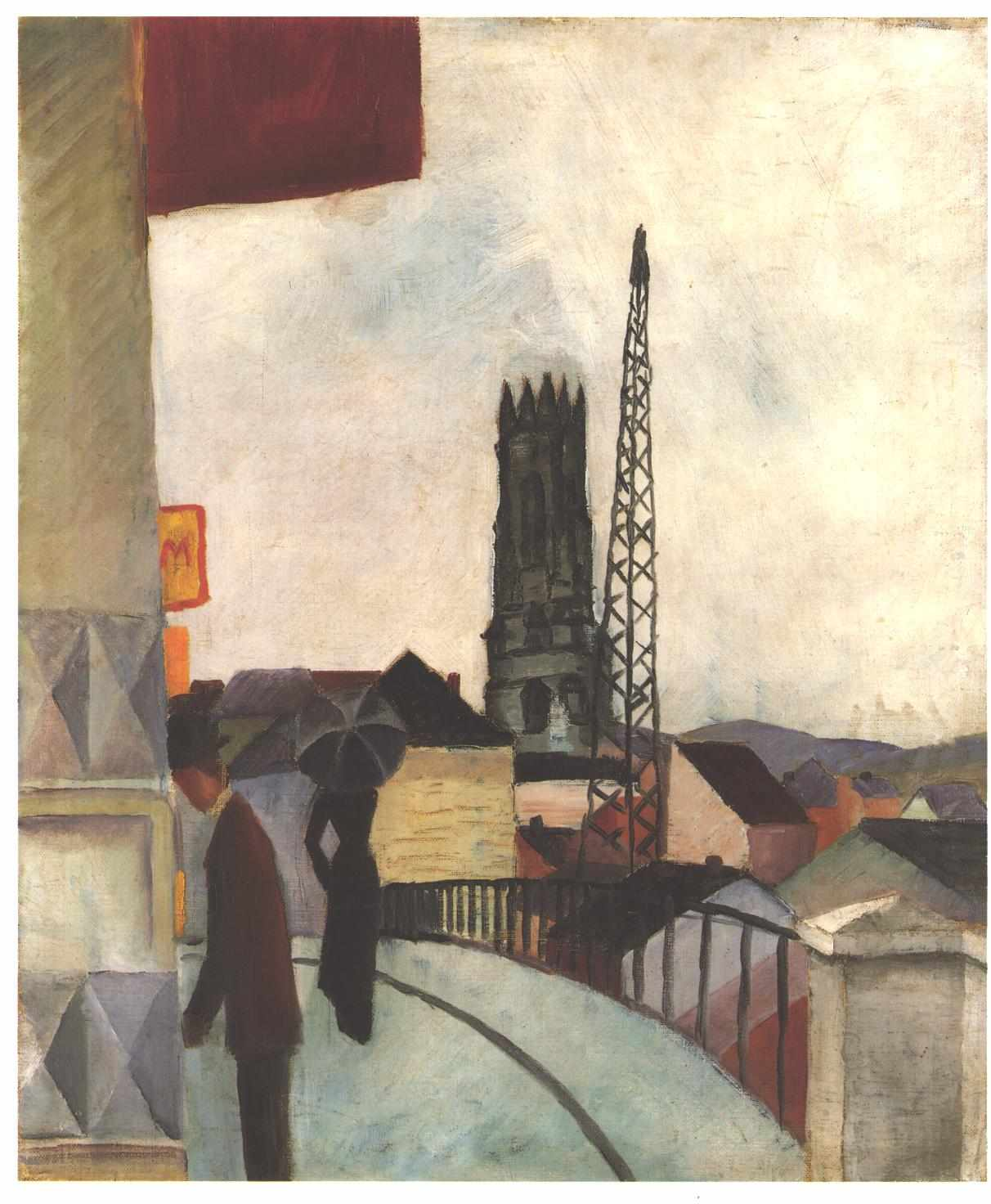
August Macke: Kathedrale zu Freiburg, 1914
Max Beckmann: Die Nacht, 1918/1919

Die Kunst nach 1945 wird vor allem durch mehr als 60 Exponate der US-amerikanischen Kunst präsentiert. Hierzu sind Werke von Mark Rothko, Robert Rauschenberg, Andy Warhol, Donald Judd und Jackson Pollock zu nennen. Pollocks monumentales Werk Number 32 aus dem Jahr 1950 ist eines der wenigen wandfüllenden Drip Paintings des Künstlers und gehört zu den bedeutendsten Beispielen der abstrakt-expressionistischen Malerei. Unter den vier Werken von Robert Rauschenberg findet sich das 1957 entstandene Wager, eines der größten und komplexesten seiner Combine Paintings.
Die europäische Kunst der Nachkriegszeit ist neben anderen durch Markus Lüpertz, Per Kirkeby, Gerhard Richter und Joseph Beuys vertreten, dessen Spätwerk Palazzo Regale, das 1992 erworben wurde, durch weitere 60 Werke ergänzt wird. Sie entstammen der ehemaligen Privatsammlung des Düsseldorfers Günter Ulbricht.
Rauminstallationen und Künstlerräume gehören zu den Schwerpunkten der Kunstsammlung, die seit einigen Jahren kontinuierlich ausgebaut werden (z. B. von dem Künstler Marcel Broodthaers). Die Deutsche Fotografie ist durch Bernd und Hilla Becher sowie weitere Vertreter der Düsseldorfer Fotoschule in der Sammlung vertreten. Im Bereich der neuen Medien, der Film- und Videoarbeiten, erweitert sich die Sammlung sukzessive.
Im Jahr 2005 wurde die Privatsammlung von Simone und Heinz Ackermans mit 150 Arbeiten internationaler Gegenwartskunst durch das Land Nordrhein-Westfalen erworben, nachdem ausgewählte Arbeiten von 2002 bis 2005 bereits im K21 gezeigt worden waren. Der Schwerpunkt der Sammlung Ackermans liegt auf der Kunst seit den 1980er Jahren, auf figurativen Skulpturen, fotografischen Arbeiten, Installationen sowie Film- und Videoarbeiten. Zwischen 2013 und 2015 erwarb das Land Nordrhein-Westfalen die Sammlung Dorothee und Konrad Fischer mit wegweisenden Werken des Minimalismus und der Konzeptkunst für die Kunstsammlung Nordrhein-Westfalen. Neben Arbeiten von Carl André, Daniel Buren, Stanley Brouwn, On Kawara, Bruce Nauman, Sol LeWitt und Lawrence Weiner gelangte das Archiv der Konrad Fischer Galerie mit zahlreichen Dokumentationsmaterialien, Korrespondenzen und Fotografien als Schenkung in die Kunstsammlung. In einem eigens eingerichteten Raum in K21 werden ausgewählte Werke dieses Sammlungsbestands präsentiert und das dokumentarische Archiv digital zugänglich gemacht.
Seit 2017 leitet Susanne Gaensheimer  die Kunstsammlung Nordrhein-Westfalen. Im Wechselspiel mit einem internationalen Ausstellungsprogramm erweitert sie die Sammlung programmatisch im Zeichen der Öffnung, Vielstimmigkeit und Digitalisierung. „Auf der substanziellen Basis der hervorragenden, von Werner Schmalenbach angelegten Sammlung, stehen wir vor der Aufgabe, ‚seinen‘ Blick auf die Moderne zu befragen und die bedeutende Sammlung im Horizont des globalen Wandels zu erweitern“, so Gaensheimer. Seit 2017 sind bedeutende Werke der wegweisenden Künstlern und Künstlerinnen Etel Adnan, Kader Attia, Cao Fei, Isa Genzken, Carmen Herrera, Gabriele Münter, Alice Neel, Isaac Julien, Anne Truitt, Ai Weiwei u. v. a. in die Sammlung eingegangen.
Seit 2023 verleiht die Kunstsammlung Nordrhein-Westfalen in Kooperation mit den Freunden der Kunstsammlung einen neuen jährlichen Kunstpreis: den K21 Global Art Award. Das Konzept wurde von Susanne Gaensheimer entwickelt. 2023 wurde der Preis erstmalig an die Künstlerin Senzeni Mthwakazi Marasela (* 1977 in Thokoza, Südafrika) verliehen. Aus ihrem Langzeitperformanceprojekt Waiting for Gebane wurden mehrere Werke aus Textil und ein Aquarell für die Sammlung erworben. Im Jahr 2024 wurde Wang Tuo (* 1984 in Changchun, China) mit dem zweiten K21 Global Art Award ausgezeichnet. Erworben wurde seine mehrteilige Videoinstallation The Second Interrogation (2022).

## Freundeskreis
Die „Freunde der Kunstsammlung Nordrhein-Westfalen e. V.“ begleiten die Kunstsammlung seit dem Jahre 1968. Die Aufgaben des Vereins sind die ideelle und materielle Förderung der Kunstsammlung Nordrhein-Westfalen. Dabei steht im Vordergrund der Erwerb von Kunstwerken. So sind im Laufe der Jahre dank des Freundeskreises viele sonst unerreichbare Wünsche der Kunstsammlung erfüllt worden.

## Bibliothek
Das K20 verfügt über eine öffentlich zugängliche Spezialbibliothek mit Literatur zur Kunst des 20. und 21. Jahrhunderts. Der Bestand umfasst über 100.000 Bände, die vor Ort eingesehen werden können. Darunter befinden sich Monografien, Nachschlagewerke, Ausstellungskataloge, Zeitschriften, Bulletins und audiovisuelle Medien wie Videos und CDs. Die Bibliothek wurde nach dem Tod des Gründungsdirektors umbenannt in Werner-Schmalenbach-Bibliothek.

## Veröffentlichungen
- Susanne Gaensheimer, Doris Krystof, Falk Wolf (Hrsg.): Ai Weiwei. Kunstsammlung Nordrhein-Westfalen und Prestel, Düsseldorf und München 2019, ISBN 978-3-7913-5905-2. (Deutsche Buchhandelsausgabe und Katalog zur Ausstellung in der Kunstsammlung Nordrhein-Westfalen, Düsseldorf, 18. Mai bis 1. September 2019)

## Filme
- Kunstsammlung Nordrhein-Westfalen, Düsseldorf (= Museums-Check. Folge 7). Reportage, 30 Min., Moderation: Markus Brock, Produktion: 3sat. Erstausstrahlung: 13. Februar 2011.[4]